# Джабраилова, Замира Юсуповна
Замира Юсуповна Джабраилова (1991 год) — победительница конкурсов «Краса Чечни — 2006» и «Краса Северного Кавказа — 2006». Ведущая модель дома моды «Firdaws», первый заместитель министра по делам молодёжи Чеченской Республики.

## Биография
По национальности — чеченка. Детство провела в Волгограде, потом вместе с семьёй переехала в Чечню. Отец — сотрудник милиции, погиб в Чечне во время выполнения боевого задания. Имя матери — Сацита. Есть младший брат.
Увлекается рисованием, любит танцы, занимается в студии при республиканском ансамбле «Вайнах». Училась в 14-й школе города Грозный.

### Участие в конкурсах красоты
27 мая 2006 года Замира Джабраилова стала победительницей первого конкурса «Краса Чечни — 2006» в Грозном. Замира получила ключи от автомобиля Toyota и туристическую путёвку во Францию. Замира отказалась от машины и сказала, что она подарит её одному из воспитанников интерната для детей-сирот. По условиям, в конкурсе могли участвовать незамужние девушки в возрасте от 15 до 25 лет. Для Замиры сделали исключение, хотя ей ещё не исполнилось 15 лет.
Одним из требований, предъявляемых к участницам, было знание чеченских обычаев и традиций. Разрешение на проведение финала конкурса было получено у исламского духовенства. При этом было запрещено появление участниц в мини-юбках. В финале конкурсантки соревновались в пении, исполнении танцев, знании культуры чеченского народа. Конкурс вёл российский актёр Дмитрий Харатьян.
В своём обращении к участницам председатель правительства Чеченской республики Рамзан Кадыров сказал, что конкурс «как нельзя лучше символизирует появление качественно нового этапа в восстановлении нормальной жизни в республике, который характеризуется аккумулированием новой энергии — энергии созидания».
4 июля 2006 года победила в конкурсе «Краса Северного Кавказа — 2006», проходившем в Пятигорске. Конкурс организован правительством Чечни и Общественным фондом имени Героя России Ахмада Кадырова.
24 июля 2006 года в Москве на общероссийском конкурсе красоты «Краса России» Замира стала обладательницей Приза зрительских симпатий, а также получила награду в номинации «Юная краса России». Кроме того, Замира получила грант на получение высшего образования в одном из вузов России.
В сентябре 2006 года деньги, вырученные от продажи автомобиля, она передала социальному приюту (18 тысяч долларов) и воспитаннику дома-интерната (2 тысячи долларов).
Сообщалось, что в 2010 году однократно участвовала в конкурсе красоты, устроенном официальной женой Рамзана Кадырова Медни Кадыровой.

### Дальнейшая карьера
Согласно расследованию издания «Проект», через полтора года после победы в чеченском конкурсе Джабраилова стала биологической матерью сына Рамзана Кадырова Адама Кадырова. По выходе из декрета она начала с 2009 года работать в комитете правительства Чеченской Республики по делам молодежи, став спустя три года первым заместителем министра.
По состоянию на 2013 год — первый заместитель министра по делам молодёжи Чеченской Республики.